# Tauragė
Tauragė anhörenⓘ (deutsch Tauroggen) ist eine Stadt mit rund 21.000 Einwohnern und Sitz der Rajongemeinde Tauragė im Südwesten Litauens am Fluss Jūra. Sie war zudem Hauptstadt des Bezirks Tauragé (Apskritys).

## Geschichte
Die Stadt wurde erstmals 1507 im Zusammenhang mit dem Bau einer Kirche erwähnt. Von 1691 bis 1793 gehörte Tauroggen gemeinsam mit Serrey infolge der Heirat des Markgrafen Ludwig von Brandenburg mit der Prinzessin Luise Charlotte von Radziwill zu Preußen. Es wurde wegen der isolierten Lage als Enklave im zu dieser Zeit noch mit Polen verbundenen Litauen als „Entschädigung“ für die Zweite Polnische Teilung an Polen-Litauen abgetreten und fiel im Rahmen der dritten Teilung 1795 an Russland, bei dem es bis zur Unabhängigkeit Litauens im Jahre 1918 verblieb.

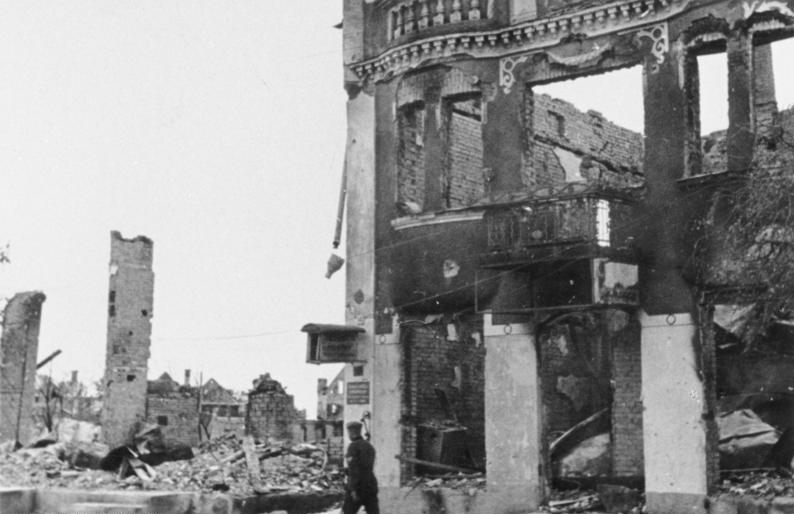
Tauragė 1941

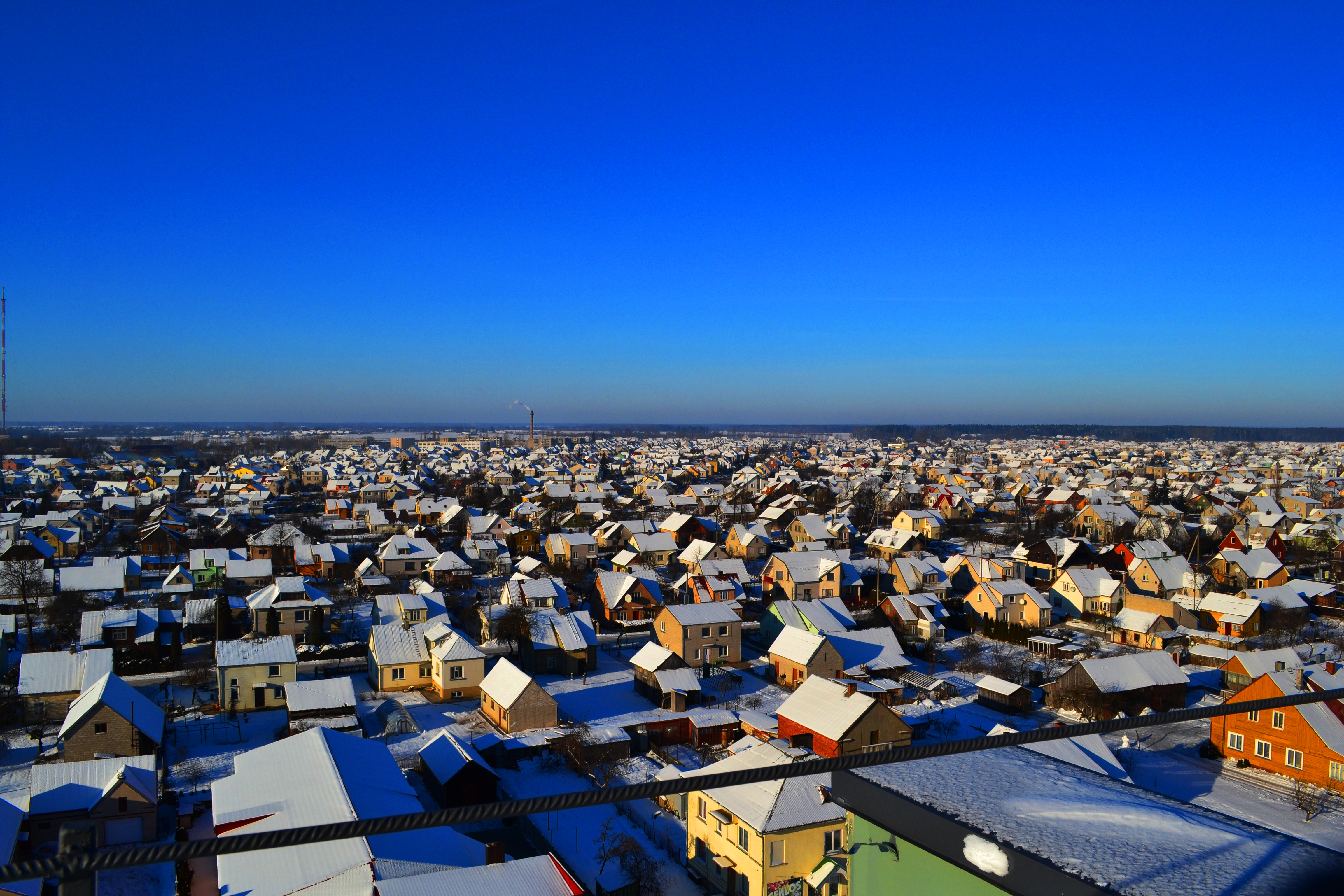
Blick über Tauragė

Durch die am 30. Dezember 1812 zwischen dem preußischen Generalleutnant Ludwig von Yorck (später Graf Yorck von Wartenburg) und dem russischen Generalmajor Hans von Diebitsch geschlossene Konvention von Tauroggen ging der Ort in die Geschichtsbücher ein. Die dort vereinbarte Trennung des preußischen Hilfskorps von der französischen Armee leitete die Befreiungskriege ein.
Im Jahr 1836 fiel ein Großteil der Stadt einem Brand zum Opfer. Honoré de Balzac hielt sich 1843 mit seiner Geliebten Ewelina Hańska in Tauroggen auf.
Im Ersten Weltkrieg besetzten nach der gewonnenen Winterschlacht in Masuren deutsche Truppen im Februar 1915 Tauroggen, mussten es am 18. März gegenüber den Russen aufgeben und eroberten es am 29. März zurück. Den Kämpfen fielen bedeutende Teile der städtischen Infrastruktur zum Opfer. Nordöstlich der Stadt wurde ein Soldatenfriedhof angelegt.
Am 9. September 1927 rebellierte die Bevölkerung gegen die Herrschaft des litauischen Präsidenten Antanas Smetona, doch wurde die Revolte schnell niedergeschlagen.
Nach der sowjetischen Besetzung Litauens 1940 diente das Schloss von Tauroggen der Internierung litauischer Dissidenten und polnischer Kriegsgefangener. Tauragė gehörte nun zur Litauischen Sozialistischen Sowjetrepublik. Viele Bewohner des Ortes, darunter die Eltern sowie Verwandte Roman Abramowitschs, deportierte das NKWD ab 1940 in den Gulag. Am 22. Juni 1941, dem Tag des deutschen Überfalls auf die Sowjetunion, eroberte die Wehrmacht die Stadt. Im folgenden Holocaust wurden über 4000 Juden in Tauroggen und den umliegenden Orten ermordet. Im Herbst 1944 endete die deutsche Besatzung mit der Wiedereinnahme Tauragės durch die Rote Armee. Die erneute Zugehörigkeit zur Sowjetunion endete 1990 mit der Unabhängigkeit Litauens.

## Verkehr
- Tauragė hat einen Bahnhof an der Bahnstrecke von Pagėgiai nach Šiauliai bzw. Radviliškis über Šilėnai, die für den Güterverkehr genutzt wird.
- Die Stadt liegt an der Fernverkehrsstraße Magistralinis kelias A12 als Teil der Europastraße 77 von der lettischen Hauptstadt Riga nach Kaliningrad (früher Königsberg) in der russischen Exklave gleichen Namens.

## Sehenswürdigkeiten

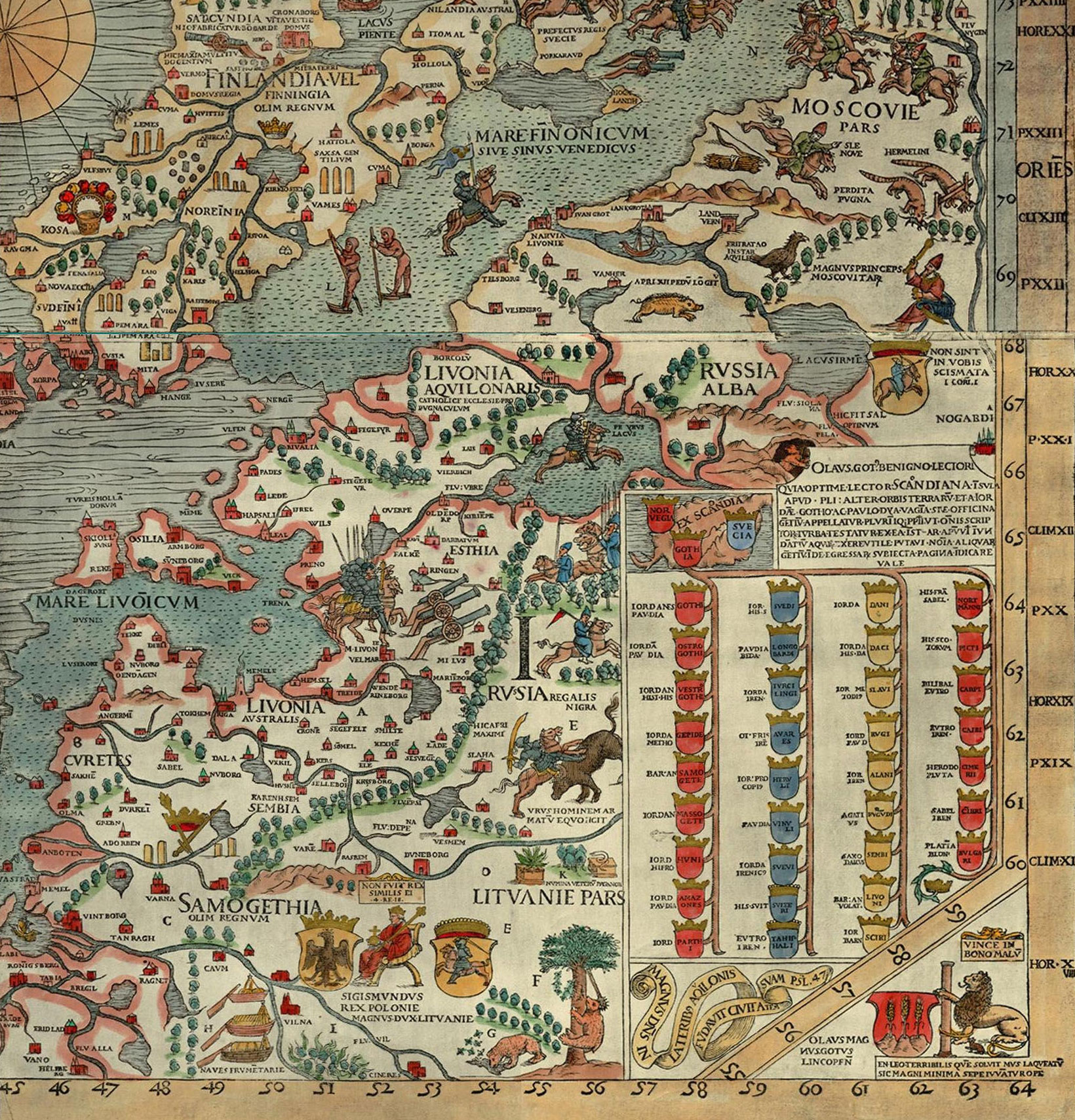
Tauragė wird in der Carta-Marina-Karte von 1539 als Tan Ragh bezeichnet
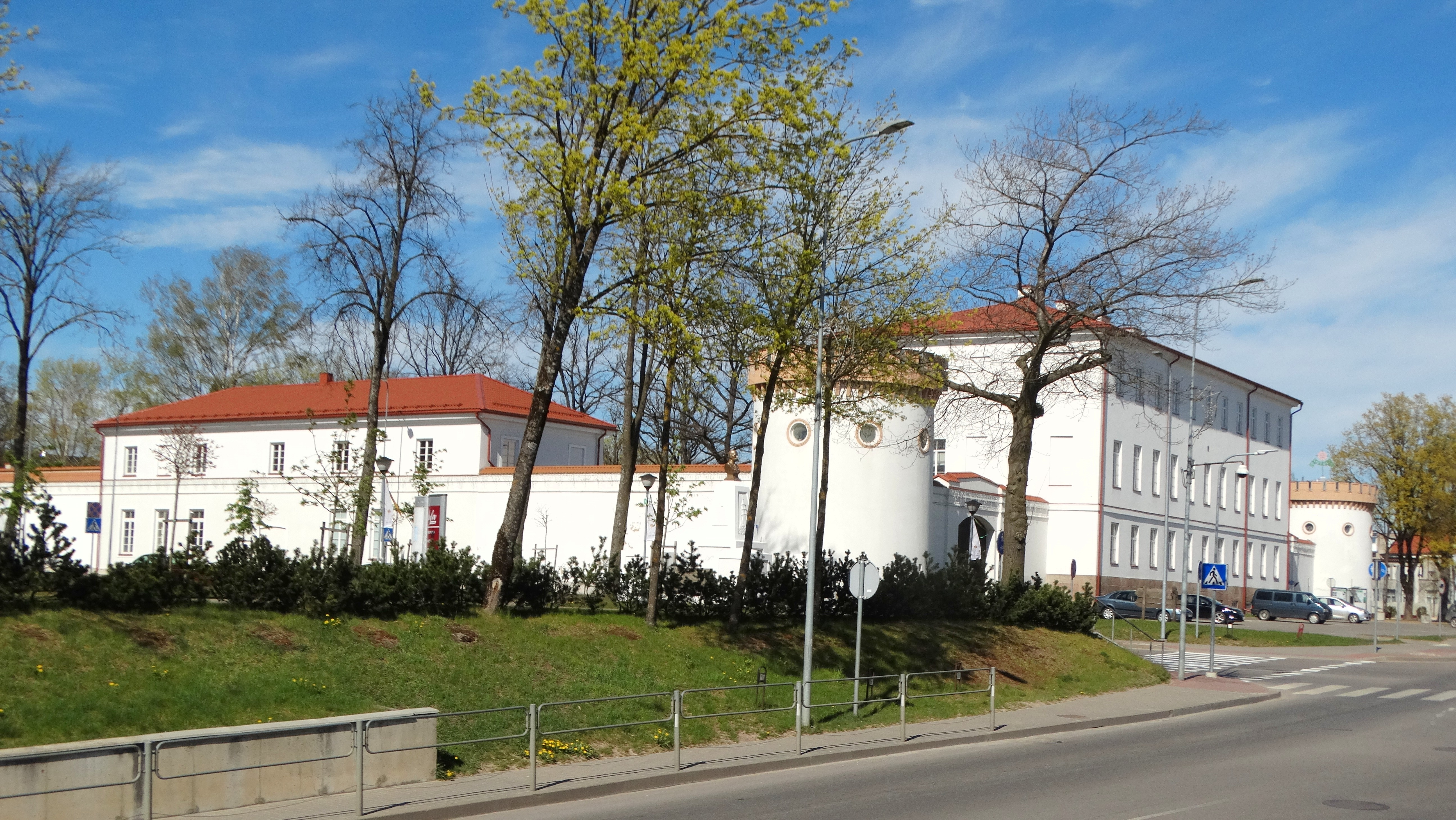
Schloss Tauragė, erbaut 1844 von 1847, 1866 erweitert
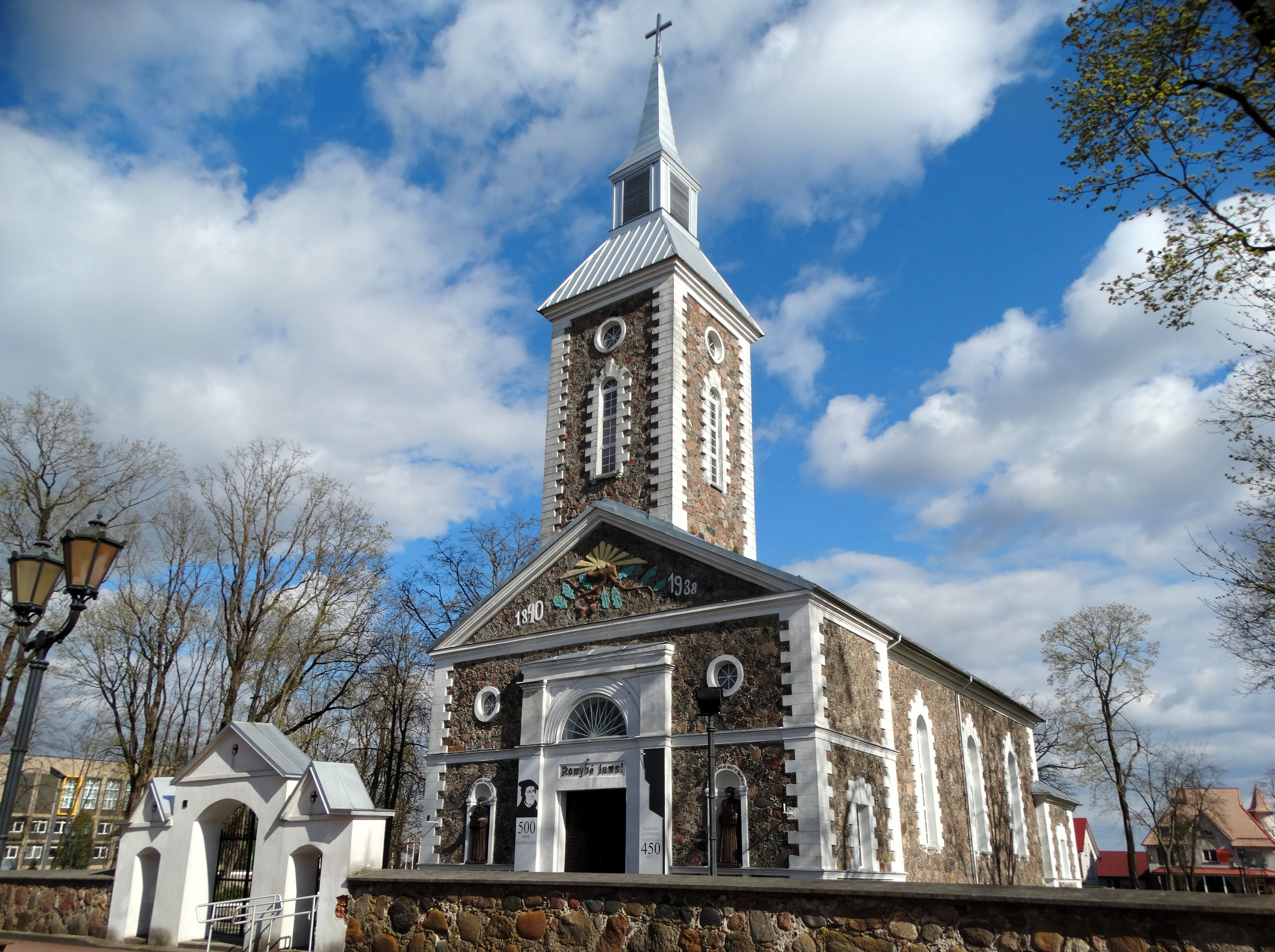
Evangelisch-Lutherische Kirche in Tauragė, erbaut 1843
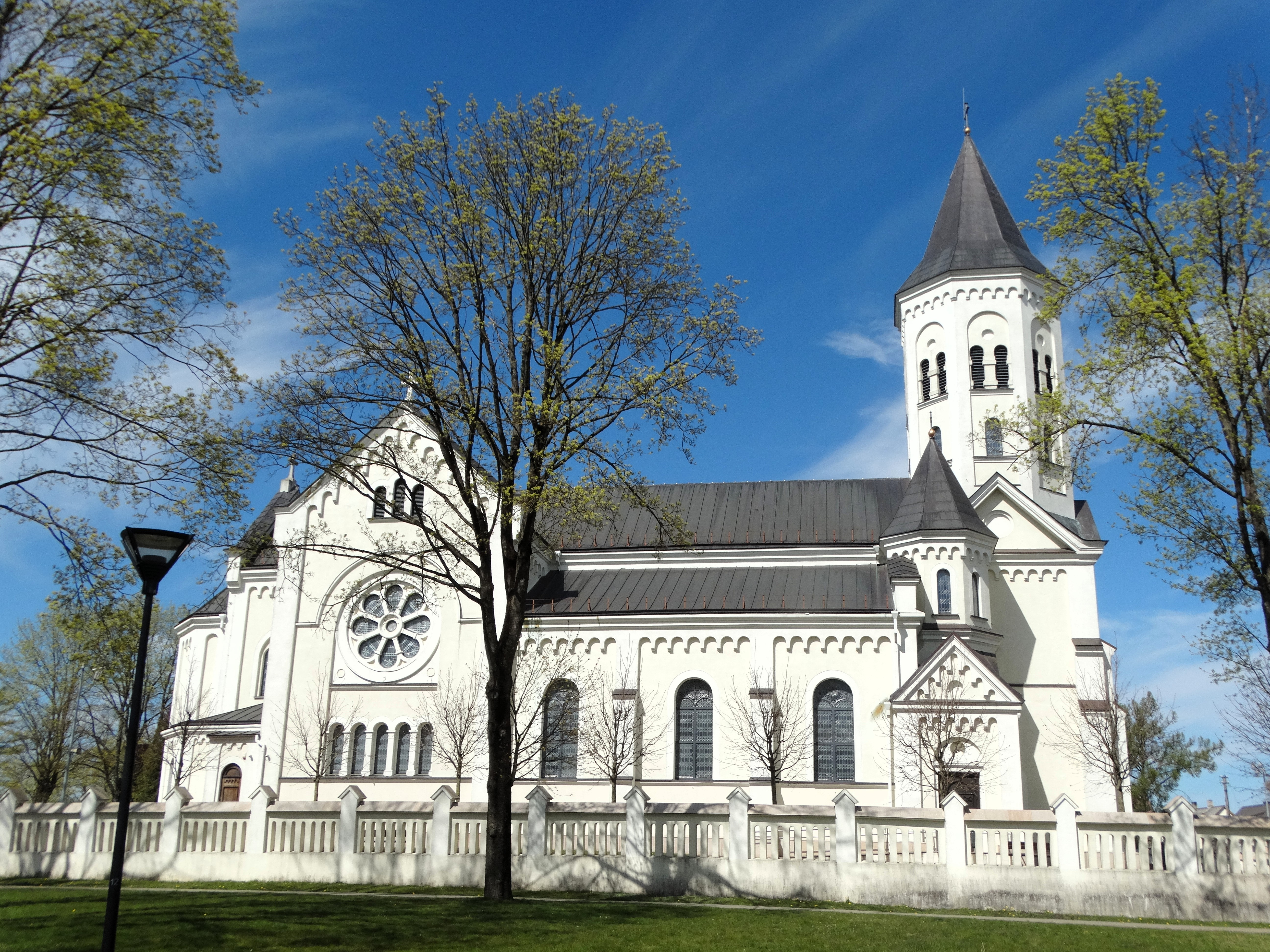
Katholische Dreifaltigkeitskirche in Tauragė, geweiht 1904
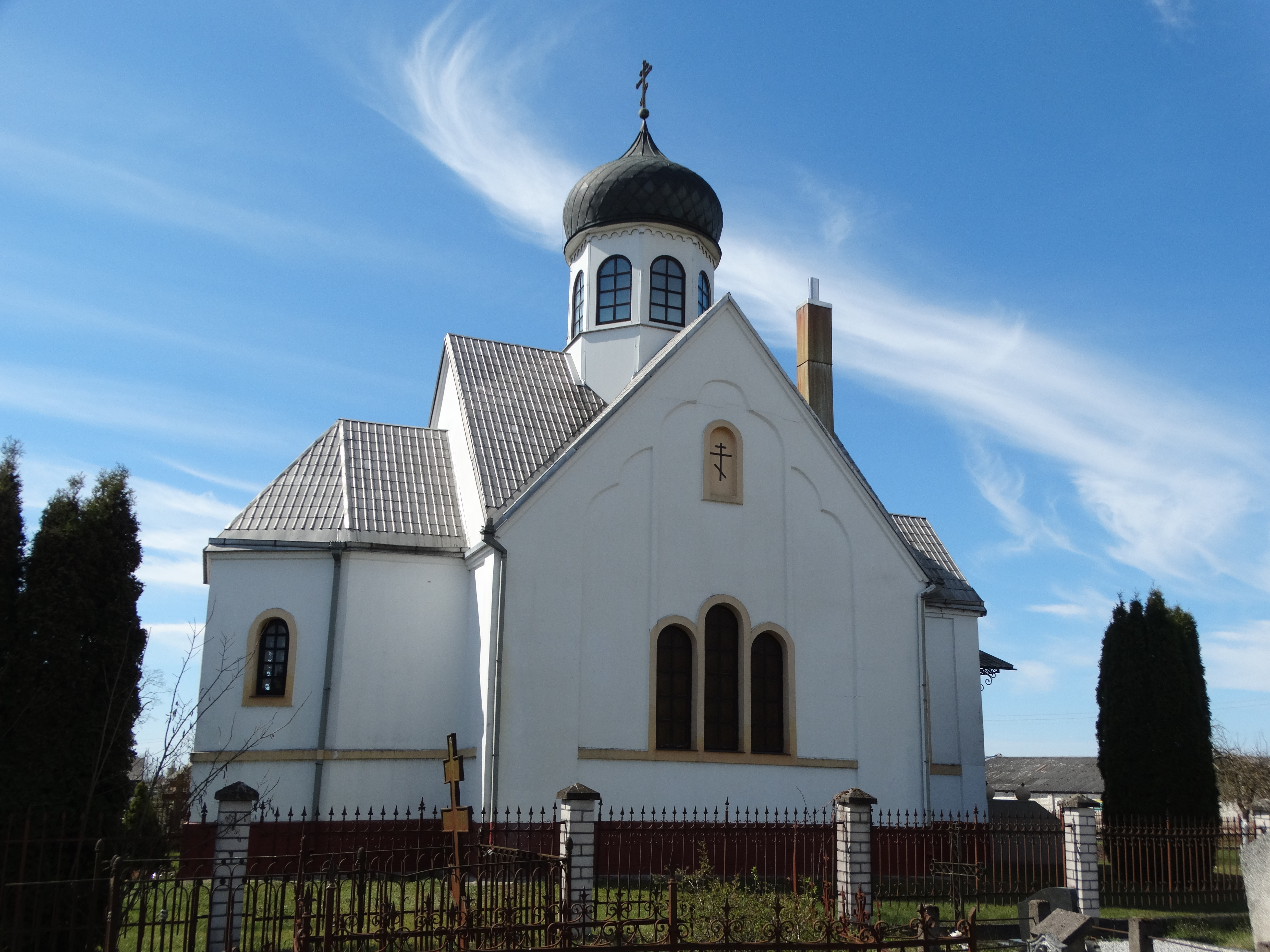
Orthodoxe Kirche in Tauragė
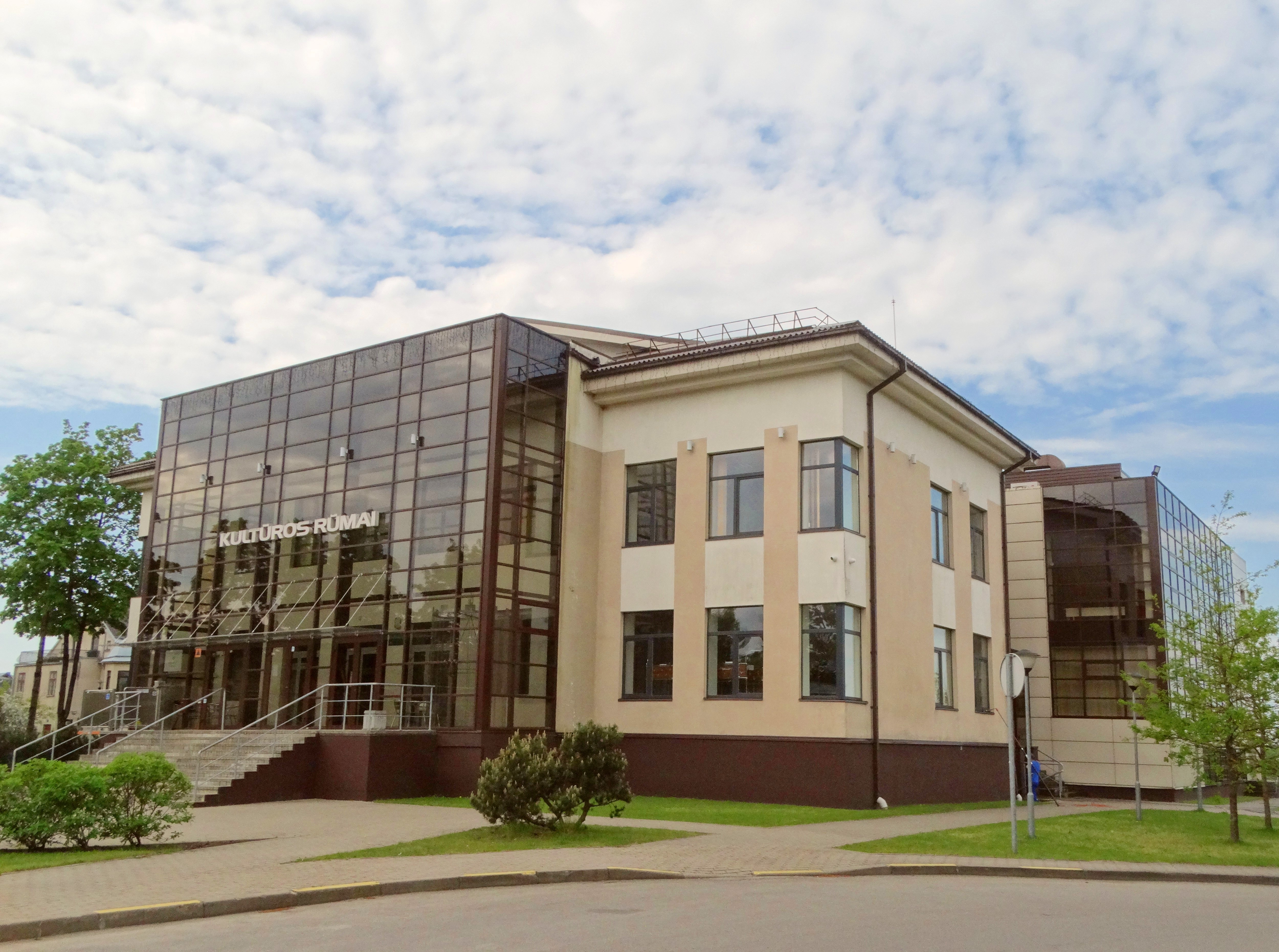
Kulturpalast Tauragė
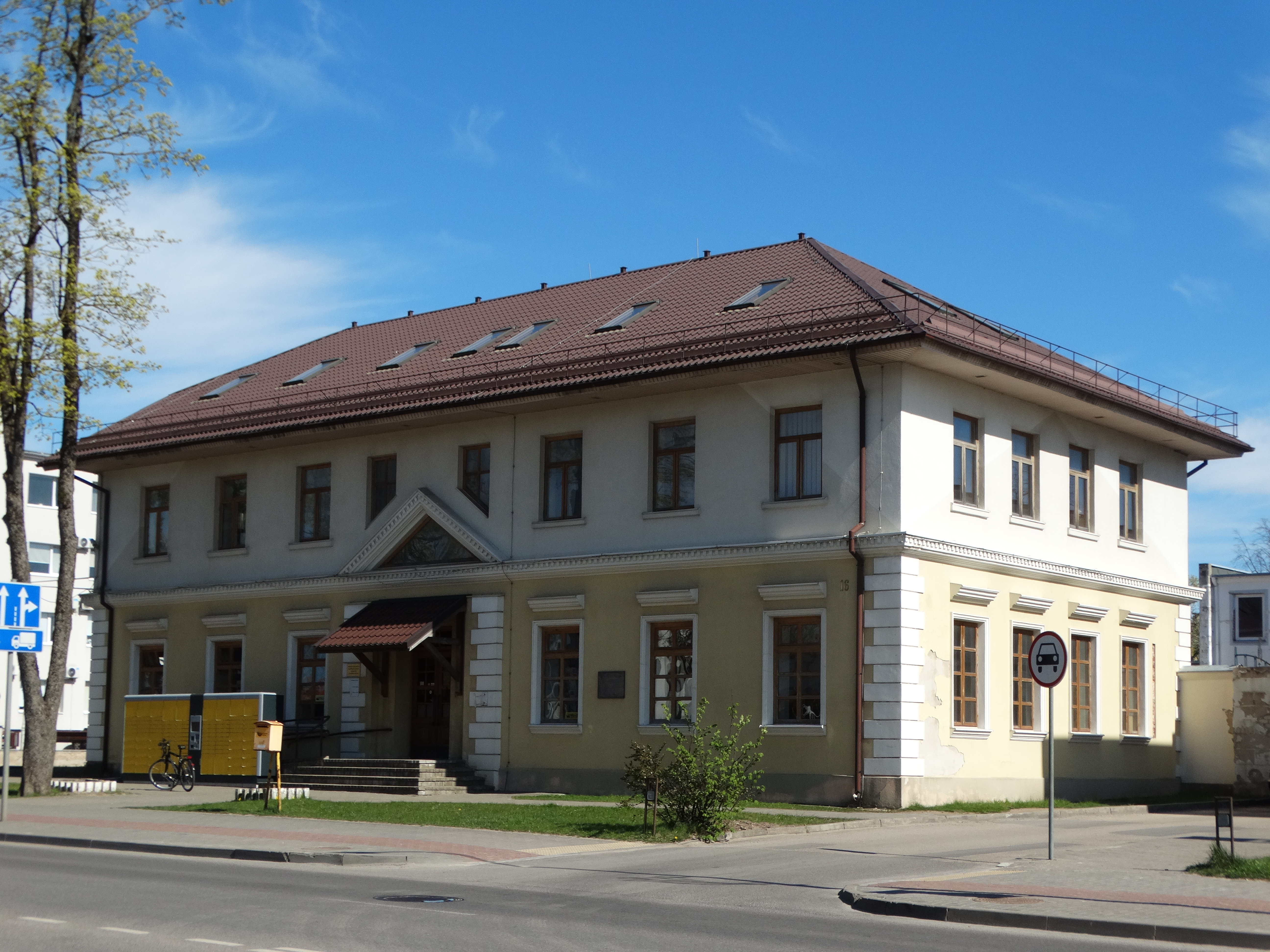
Postgebäude
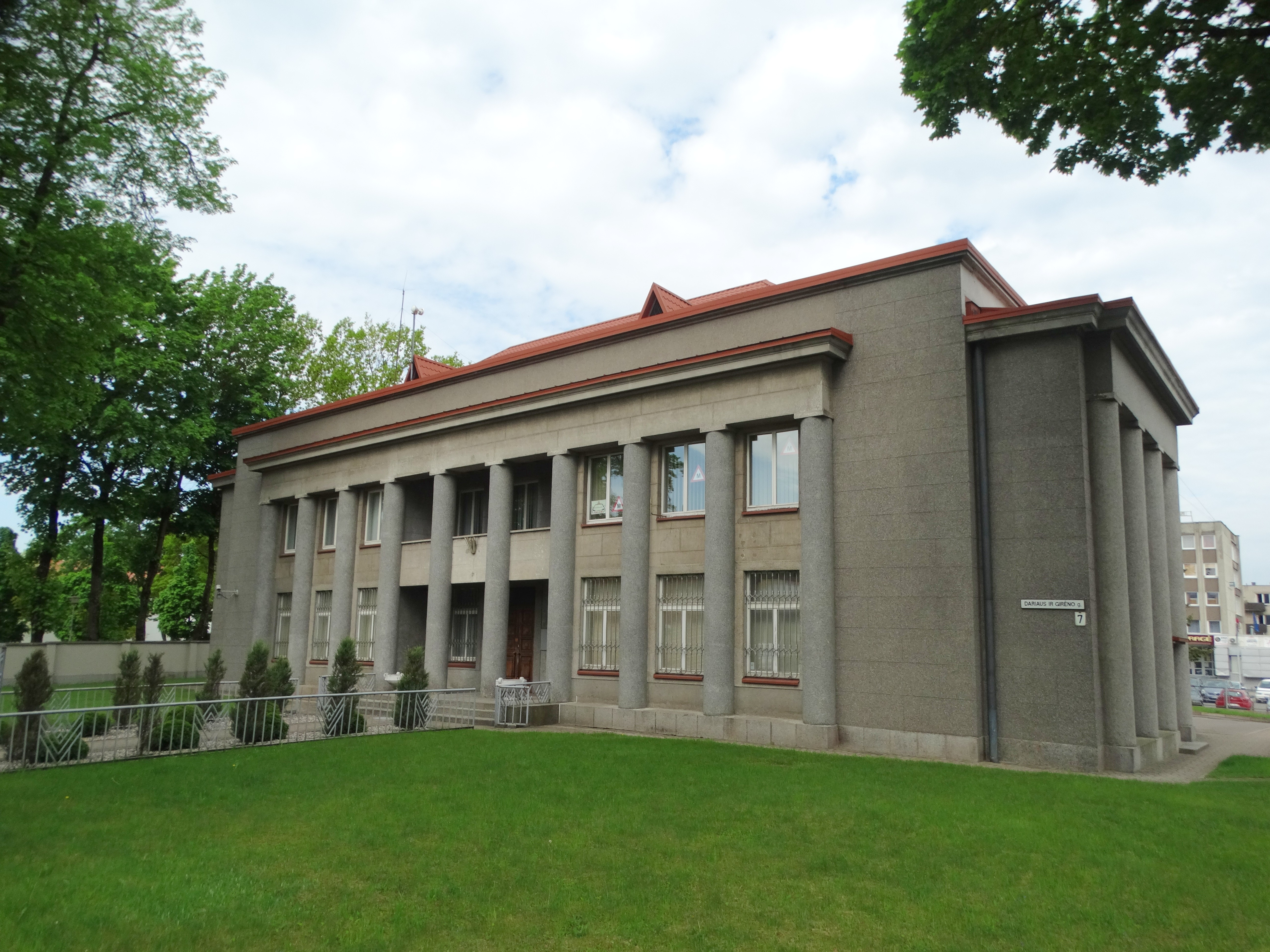
Von 1935 bis 1936 erbautes Bankgebäude, Architekten: Arnas Funkas (1898–1957) und Mykolas Songaila (1874–1941)
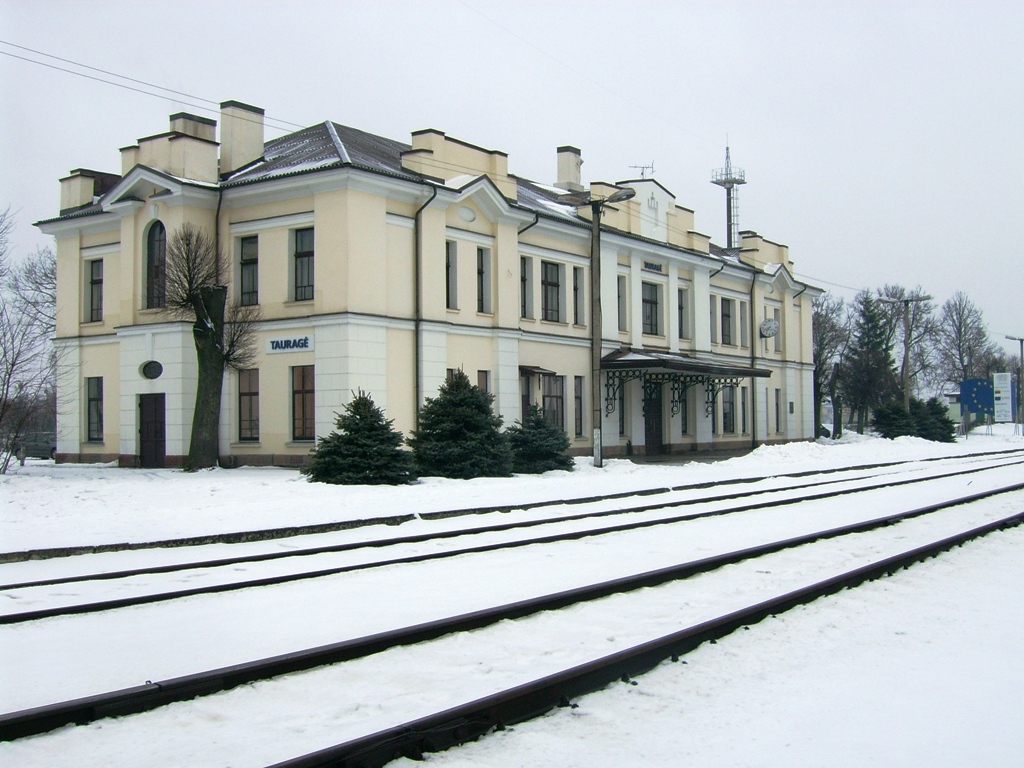
Bahnhof Tauragė, erbaut 1927, Architekt: Edmundas Alfonsas Frykas (1876–1944)

## Städtepartnerschaften
Tauragé hat mehrere Partnerstädte, u. a.:
- Riedstadt in Hessen
- Brienne-le-Château, Frankreich
- Bełchatów, Polen

## Sport
Der FK Tauras Tauragė war der bedeutendste Fußballverein der Stadt.

## Medien
- Fernsehturm Tauragė
- Televizijos Komunikacijos – Lokalsender der in der Region in und um Tauragė empfangbar ist.[7]

## Persönlichkeiten
- Joseph Schereschewsky (1831–1906), anglikanischer Bischof in China
- Saul Pinchas Rabbinowicz (1845–1910), Gelehrter, Schriftsteller und Übersetzer
- Reuven Barkat (1906–1972), israelischer Politiker
- Mari Aldon (1925–2004), litauisch-US-amerikanische Schauspielerin
- Walter Heike (1934–1964), Todesopfer an der Berliner Mauer
- Bronislovas Jagminas (1935–2016), Politiker und Journalist
- Antanas Zenonas Kaminskas (* 1953), Politiker
- Vilija Aleknaitė-Abramikienė (* 1957), Pianistin und Politikerin
- Vaclovas Karbauskis (* 1958), Politiker
- Violeta Boreikienė (* 1960), Politikerin
- Robertas Piečia (* 1966), Förster und Politiker
- Romualdas Vaitkus (* 1966), Politiker, Seimas-Mitglied
- Nerija Putinaitė (* 1971), Philosophin und Politikerin
- Nerija Stasiulienė (* 1972), Verwaltungsjuristin, Politikerin, Vizeministerin, stellvertretende Gesundheitsministerin
- Irmantas Stumbrys (1972–2000), Fußballspieler
- Remigijus Šimašius (* 1974), Jurist und Politiker
- Kęstutis Šetkus (* 1980), Politiker
- Jovita Vedrickienė (* 1984), Schachspielerin
- Ernestas Šetkus (* 1985), Fußballspieler
- Akvilė Stapušaitytė (* 1986), Badmintonspielerin
- Živilė Jurgutytė (* 1987), Handballspielerin
- Dovydas Kaminskas (* 1989), Politiker